# Erzsébet (keresztnév)

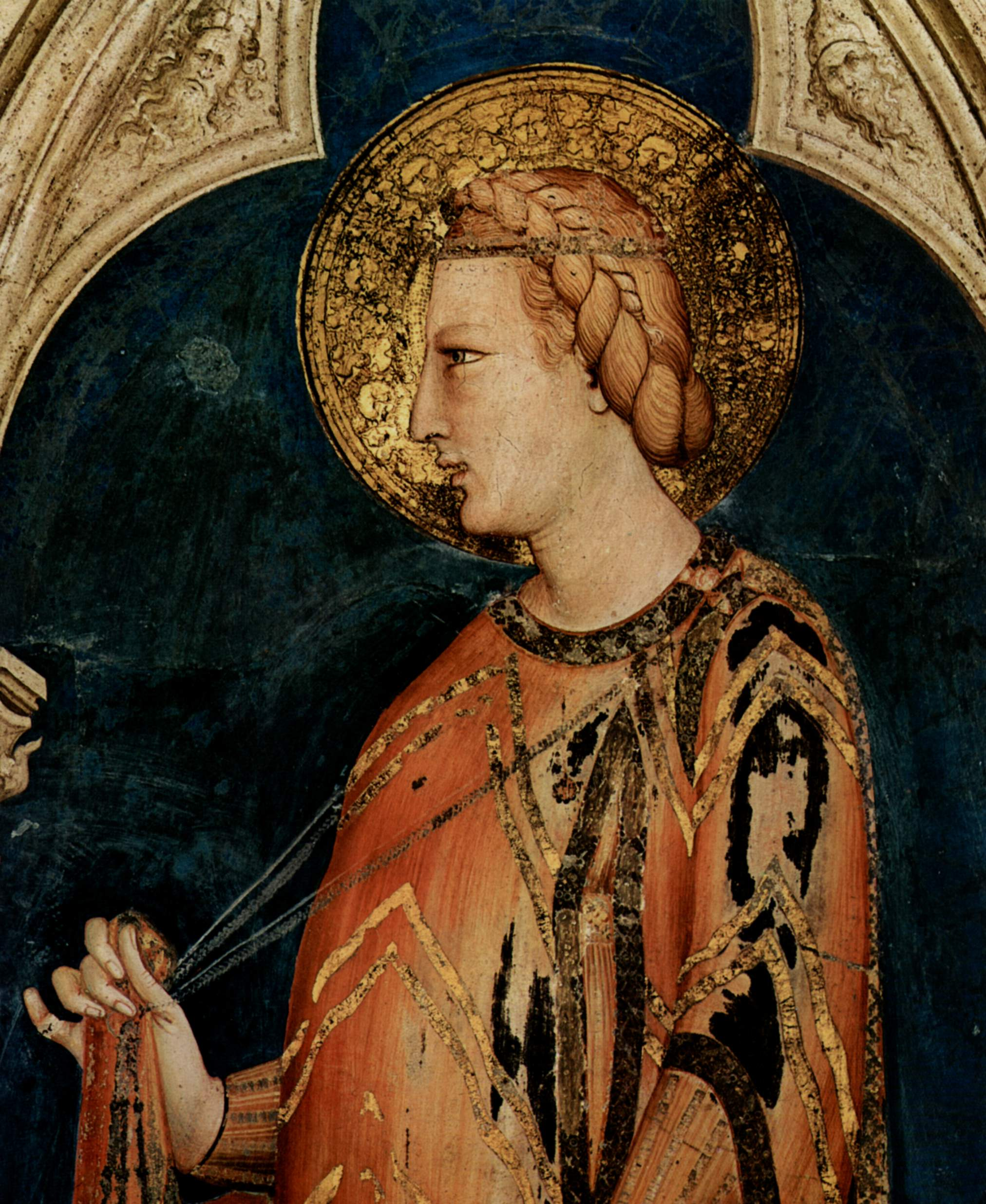
Árpád-házi Szent Erzsébet (14. századi itáliai festmény)

Az Erzsébet női név, amely a héber Eliseba (אֶלִישֶׁבֵע Elíseva, úgynevezett „erős” alakja אֶלִישָׁבַע Elísáva) névből származik, ennek nyugati Elisabeth alakjából fejlődött ki. Fejlődési sora: Elsábet→Elsébet→Erzsébet. Ennek eredeti jelentése: „Isten az én esküm”, „Isten megesküdött” vagy „Isten a teljesség”, „Isten a tökéletesség”.

## Rokon nevek
Babett, Babetta, Béta, Betta, Betti, Bettina, Böske, Csöre, Eliz, Eliza, Elizabet, Ella, Elza, Ilze, Iza, Izabel, Izabell, Izabella, Lili, Liza, Lizavéta, Lizett, Lizetta, Lizi, Örzse, Szavéta, Véta, Zsóka

## Névnapok
november 19.
Erzsébet-napi hiedelem, hogy ennek a napnak az időjárása a karácsonyi időt jósolja meg.

## Gyakorisága
Az Erzsébet Magyarországon a 14. századig a leggyakoribb női név, azóta is a legnépszerűbbek között volt. A 20. század végére kicsit visszaszorult a névadásban, de még gyakori, a 2000-es években azonban már nem szerepel a 100 leggyakrabban adott női név között.
Ugyanakkor a teljes népességet tekintve az Erzsébet név még mindig a második leggyakrabban viselt női név a Mária után, 2019-ben összesen több mint 200 000 nő neve volt.

## Idegen nyelvi változatai
- Elisabeth, Else (német)
- Elizabeth, Elisabeth, Eliza, Liza, Betty (angol)
- Elisabetta (olasz)
- Élisabeth (francia)
- Eliabel (francia)
- Alžbeta (szlovák)
- Alžběta (cseh)
- Elżbieta (lengyel)
- Jelizaveta (orosz)
- Eliszavet, Ελισάβετ (görög)
- Isabel (spanyol)

## Híres névviselők
„Erzsébet” utónevű személyek szócikkeinek listája a Wikidata alapján

### Erzsébetek
- Erzsébet vagy Eliseba, Mózes sógornője a Bibliában
- Erzsébet, Keresztelő Szent János édesanyja a Bibliában

#### Magyarok
- Árpád-házi Szent Erzsébet
- Báthori Erzsébet nemesasszony

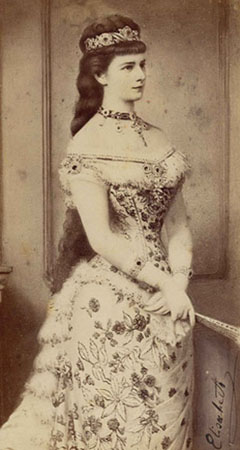
Erzsébet magyar királyné

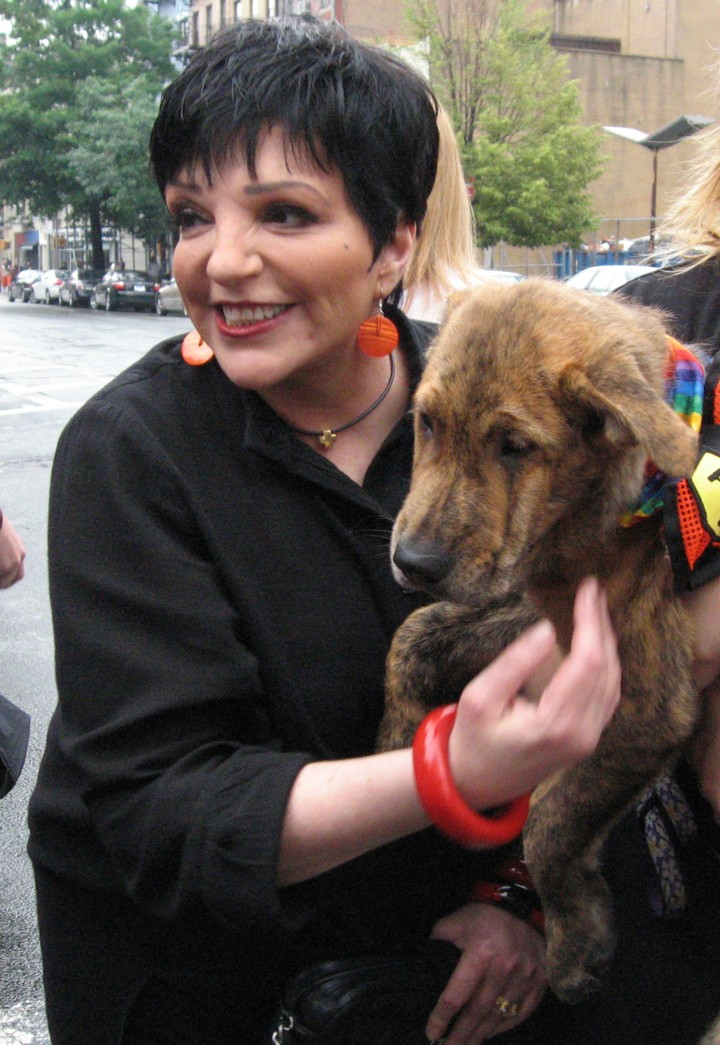
Liza Minnelli

- Cseszneky Erzsébet grófnő, mecénás
- Csézi Erzsébet énekesnő
- Galambos Erzsi színművész
- Galgóczi Erzsébet író
- Gy. Németh Erzsébet főpolgármester-helyettes
- Házy Erzsébet operaénekes
- Heirits Erzsébet kétszeres Európa-bajnok asztaliteniszező
- Kertész Erzsébet író
- Komlóssy Erzsébet operaénekes
- Kovács Erzsi énekesnő
- Köteles Erzsébet olimpiai bajnok tornásznő
- Kútvölgyi Erzsébet színművész
- Márkus Erzsébet olimpiai ezüstérmes súlyemelő
- Máthé Erzsi színművész
- Milassin Erzsébet válogatott labdarúgó
- Nagy Erzsébet újságíró
- Pártos Erzsi színművész
- Pásztor Erzsi színművész
- Sándor Erzsi operaénekes
- Simor Erzsi színművész
- Schaár Erzsébet szobrász
- Spéter Erzsébet, az Erzsébet-díj alapítója
- gróf Szapáry Erzsébet politikai aktivista, a Világ Igaza
- Szőnyi Erzsébet zeneszerző
- Szontagh Erzsébet, a csetneki csipke egyik létrehozója
- Viski Erzsébet kajakozó

Uralkodók és családtagjaik:
- Łokietek Erzsébet királyné, Károly Róbert felesége
- Luxemburgi Erzsébet magyar királyné
- Szilágyi Erzsébet, Mátyás király édesanyja
- I. Erzsébet angol királynő
- Erzsébet brit királyné, II. Erzsébet brit királynő anyja
- II. Erzsébet brit királynő
- Erzsébet orosz cárnő
- Erzsébet magyar királyné (Sisi)
- Erzsébet Mária főhercegnő (Rudolf trónörökös lánya)
- Erzsébet belga királyné
- Wiedi Erzsébet román királyné

## Egyéb Erzsébetek

### Vezetéknévként
A 14-17. században, amikor a vezetéknevek kialakultak, az anya neve ritkán vált családnévvé, de ennek ellenére az Erzsébet variációi, az Erzsik és az Örzse többféle alakban is előfordultak: Eörsik, Ersik, Eőrse, Eörsse.

### Földrajzi névként
A települések védőszentjükről lettek elnevezve
- Szenterzsébet, több település illetve településrész neve
- Erzsébet település Baranya vármegyében
- Pesterzsébet, Budapest városrésze
- Erzsébet-sziget, dunai sziget Komáromnál
- Erzsébetváros, több település neve, illetve városrésze
- Erzsébetháza, Erzsébetkápolna községek Szlovákiában
- Erzsébetliget, Erzsébettelep, Erzsébettelek, Budapest városrészei
- Béta település Romániában

### A művészetekben
- Szent Erzsébet vagy Erzsébet asszony a szereplője, mint lányát férjhez adó anya, egy várkörjáró játék-sorozatnak
- Világszép Erzsébet, Tündérszép Erzsébet, mesealakok
- Szemérmetes Erzsók a szereplője Petőfi Sándor A helység kalapácsa című eposzának
- Számtalan festmény és oltárkép készült a középkorban Erzsébetről, Keresztelő Szent János anyjáról vagy Árpád-házi Szent Erzsébetről. Ez utóbbiról a leghíresebb ábrázolás a kassai székesegyházban látható szárnyasoltár, mely a legnagyobb festett szárnyasoltár, és a szent életét mutatja be.

### A népnyelvben
- Szent Erzsébet virágocska a neve Nógrád vármegyében a napvirágnak (Helianthemum), melyet máshol tetemoldó fűnek is neveznek.[2]
- kukorörzse a neve a salamonpecsétnek (Polygonatum)[2]
- boglyasperzsi a neve egy virágfajtának[2]
- büdöslizi vagy büdösliza a neve a muskátlinak[2]
- erzsipaszuly, erzsibab, a neve egy gömbölyű lilástarka, bokros babnak[2]
- bözsike volt a neve Szentesen a nyenyerének vagy a tekerőnek[2]
- kisebb Erzsók orránál: ezt olyan dolgokra mondták, amik nagyon kicsik voltak[2]

### Egyéb
- Erzsébet-apácák, betegápoló nővérek
- Erzsébet híd több híd neve
- Erzsébet tér több tér neve
- Erzsébet körút, út Budapesten
- Erzsébet-kilátó, budapesti kilátó a János-hegyen
- Erzsébet-díj, magyar kulturális díj